# CAA 센터
CAA 센터(영어: CAA Centre)는 캐나다 온타리오주 브램턴에 위치한 실내 경기장이다. 과거 NBL 캐나다 브램턴 A's의 홈경기장으로 사용했으면, 현재 ECHL 브램턴 비스트와 CEBL 브램턴 허니 배저스의 홈경기장으로 사용되고 있다.